# Sam's Town
Sam's Town (у преводу, Семов град) је други студијски албум рок групе The Killers из Лас Вегаса. Издат је рано у октобру 2006. године за Island Records и Lizard King Records. За албум се каже да су на њега утицала дела Бруса Спрингстина и Тома Петија и Хартбрејкерса, између осталих. Sam's Town је доживео мешовите критике: неки су хвалили нови правац у звуку, док су га други критиковали.
У САД, албум је започео са другим местом на топ-листама, са продајом од око 315.000 у првој недељи. Албум је у Великој Британији одмах дошао на прво место топ-листе са продајом од 260.000 у првих недељу дана. Албум је такође дебитовао на првом месту на канадским листама са продајом од 44.000 копија и слањем од око 50.000. Албум је продат у око 2.666.000 примерака широм света, од чега је око милион у САД (подаци од 2. фебруара 2007)

## Списак песама
Све песме је написао Брендон Флауерс, осим где је назначено.
1. – 4:05
2. – 0:49
3. (Флауерс, Дејв Кунинг, Марк Стормер, Рони Ванучи Јуниор) – 3:39
4. (Флауерс, Стормер) – 4:08
5. – 3:32
6. "" (Флауерс, Кунинг, Стормер) – 4:03
7. (Флауерс, Кунинг, Стормер) – 4:25
8. "" (Флауерс, Стормер, Ванучи) – 3:46
9. – 4:08
10. (Флауерс, Стормер) – 4:38
11. – 4:23
12. – 2:24

### Додатне песме
- (Флауерс, Кунинг, Стормер) - 3:28 (додатна песма за претпродају у Аустралији, Ирској, Јапану, Новом Зеланду, Уједињеном Краљевству и САД iTunes продавницама.)
- (Флауерс, Кунинг, Стормер, Ванучи) - 4:45 (додатна верзија у Јапану, Бест бај и британским iTunes продавницама)
- (Флауерс, Кунинг, Стормер, Ванучи) - 4:13 (додатни екслузивни диск Бест баја)
- (Флауерс, Кунинг, Стормер, Ванучи) - 6:23 (додатна верзија америчког iTunes)

### Синглови
- "When You Were Young"
18. септембар 2006.
Америчка листа модерног рока #1
ВБ #2
- ""
27. новембар 2006.
ВБ #15
- ""
13. фебруар 2007.
Америчка листа модерног рока #9

## Детаљи око издања
| Држава               | Датум               | Издавачка кућа                   | Формат             | Каталог |
| -------------------- | ------------------- | -------------------------------- | ------------------ | ------- |
| Јапан                | 27. септембар 2006. |                                  | CD                 |         |
| Ирска                | 29. септембар 2006. |                                  | CD                 | 1706722 |
| Аустралија           | 30. септембар 2006. |                                  | CD                 | 1706722 |
| Уједињено Краљевство | 2. октобар 2006.    |                                  | CD                 |         |
| Сједињене Државе     | 3. октобар 2006.    |                                  | диск са сликама LP | [ 10 ]  |
| Сједињене Државе     | 3. октобар 2006.    | CD                               |                    |         |
| Сједињене Државе     | 3. октобар 2006.    | CD са додатним диском (Бест бај) | B0007742-72        |         |